# Fredrik Nyström (läkare)
Hans Fredrik Nyström, född 1963 i Göteborg, är en svensk internmedicinare. Han är professor i internmedicin, särskilt endokrinologi vid Linköpings universitet.
Nyström tog läkarexamen 1988 i Uppsala och gjorde AT-tjänst i Finspång. Han deltog i en specialistutbildning i endokrinologi och invärtesmedicin i Linköping 1990-1996. Han disputerade 1997 i Linköping på en avhandling om blodtryck och risk för hjärt-kärlsjukdom i en normalpopulation.
Nyström initierade 2008 en kontroversiell studie kring effekterna av att fördubbla kaloriintaget baserat på snabbmat där han hade universitetsstudenter i Linköping som försöksobjekt. Studie visade att snabbmatsintaget gav upphov till mycket varierande viktuppgång, höga levervärden men en temporär förbättring av blodfetterna. 
I slutet av 2009 utförde Nyström en ny studie med hjälp av Linköpings universitetsstudenter, där han undersökte effekterna av dagligt intag av vin (ett/två glas om dagen i tre månader).
Under hösten 2010 kommer Nyström att utföra en studie för att testa effekterna av intensiv träning jämfört med soffliggande på riskmarkörer för hjärtsjukdom.[uppföljning saknas]